# Nosratollah Tajik
Nosratollah Tajik (persisch نصرت‌الله تاجیک Nasrollah Tadschik‎; * 1954 in Teheran) ist ein iranischer Diplomat im Ruhestand, dem vom Office of Export Enforcement vorgeworfen wird, versucht zu haben, Nachtsichtgeräte in den Iran einzuführen und damit gegen die einschlägigen Gesetze der Vereinigten Staaten verstoßen zu haben.

## Werdegang
Nach dem Eintritt in die Universität wurde er mehrmals von Sicherheitskräften und der SAVAK (iranischer Geheimdienst) festgenommen und inhaftiert, da er verdächtigt wurde, ein Gegner der Pahlavi-Dynastie zu sein. Er wurde misshandelt und gab gegenüber Mitgefangenen seine politischen Auffassungen preis. Nach dem Sieg der Islamisten im Zuge der islamischen Revolution im Iran wurde er mit verschiedenen verantwortlichen Aufgaben betraut: Er war Geschäftsführer der Islamic Revolution Housing Foundation in Ghom.
Vom 22. September 1980 bis zum 20. August 1988, während des Iran-Irak-Krieges war er Gouverneur von Hormozgan und war als solcher für die Infrastruktur der Provinz mit den drei im persischen Golf vorgelagerten Inseln zuständig. Von 1999 bis 2003, während seiner der zweiten Präsidentschaft, ernannte ihn Mohammad-Reza Chātamī zum Botschafter in Amman. Nach seiner Versetzung in den Ruhestand zog Tajik mit seiner Familie als Stipendiat nach Durham, um Farsi am Institute for Middle East und Islamic Studies der University of Durham zu unterrichten und an der University of Westminster einen Doktortitel zu erwerben.
Als Geschäftsführer der UK Islamic Direct Business Limited mit Standorten in Teheran und Harrow, London, bestellte er eine Anzahl Nachtsichtgeräte bei einem Beamten des Office of Export Enforcement. Die Behörde beantragte bei HM Revenue and Customs die Festnahme und Auslieferung in die USA.
Die britischen Behörden nahmen Tajik am 4. November 2006 fest. Ein folgender Haftprüfungstermin bestätigte die Untersuchungshaft. Die iranische Botschaft in London stellte eine Kaution über eine halbe Million britischer Pfund, worauf Tajik unter Hausarrest gestellt wurde.
In der folgenden Hausarrestzeit wurde ein Antrag der Anwälte von Tajik, welcher die britischen Behörden aufforderte bei den US-Behörden anzusuchen, den Auslieferungsantrag aus Gesundheitsgründen von Tajik zurückzunehmen von den britischen Behörden zurückgewiesen und es fand die Erstürmung der britischen Botschaft in Teheran statt.
Im November 2012 wies der Oberste Gerichtshof des Vereinigten Königreichs einen Einspruch der US-Behörde gegen ein Urteil des High Court of Justice ab, in welchem die Rechtmäßigkeit der Auslieferung in die USA verneint wurde.
Nachdem er in seine Heimat zurückgekehrt war, veröffentlichte er verschiedene Artikel zur Außenpolitik im Iran.
Im Januar 2012 kündigte er seine Kandidatur für den Madschles (Parlament des Iran) an.